# Família Π
Família Π é um grupo de manuscritos do Novo Testamento. Ela pertence ao Texto-tipo Bizantino que é uma das famílias textuais desse grupo. O nome da família veio do símbolo do Codex Petropolitanus designado pelo símbolo Π. Dessa família pertencem os manuscritos: Cyprius (K), Petropolitanus (Π), 72, 114, 116, 178, 265, 389, 1008, 1009, 1079, 1154, 1200, 1219, 1346, 1398. Lake acrescentado a estes manuscritos de grupo: 489, 537, 652, 775, 796, 904, 1478, 1500, 1546, 1561, 1781, 1816. Soden também associou o Codex Alexandrinus com este grupo. Wisse enumera aproximadamente 150 testemunhas da família, mas a maioria deles pertence a esta família só em algumas partes do texto.
Ele é um dos mais distintos dos sub-grupos Bizantinos na o terceiro grande. É muito velho, o manuscrito Bizantino mais velho pertence a esta família. Hermann von Soden designou a família pelo símbolo Ka.

## Perfil de grupo

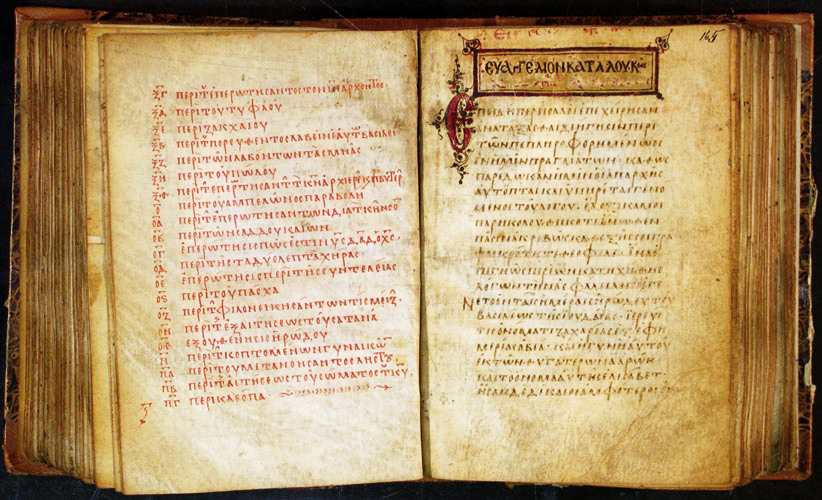
Codex Petropolitanus, começo de Lucas

Segundo o Claremont Profile Method o grupo Π tem o perfil seguinte em Evangelho segundo Lucas 1, 10, e 20:
- Lucas 1:2 (1 reading) — παρεδοσαν ] παρεδοκαν
- Lucas 1:8 (4) — εναντι ] εναντιον
- Lucas 1:17 (12) — ετοιμασαι ] + τω
- Lucas 1:22 (14) — εδυνατο ] ηδυνατο
- Lucas 1:39 (30) — αναστασα δε ] και αναστασα
- Lucas 1:44 (34) — εν αγαλλιασει το βρεφος ] το βρεφος εν αγαλλιασει
- Lucas 1:61 (41) — εκ της συγγενειας ] εν τη συγγενεια
- Lucas 10:1 (1 reading) — δυο δυο ] δυο
- Lucas 10:2 (8) — οπως ] + αν
- Lucas 10:6 (15) — εαν ] + μεν
- Lucas 10:11 (22) — εις τους ποδας ] omit
- Lucas 10:12 (23) — λεγω ] + δε
- Lucas 10:16 (30) — ακουων υμων ] υμων ακουων
- Lucas 10:17 (32) — οι εβδομηκοντα μετα χαρας ] μετα χαρας οι εβδομηκοντα
- Lucas 10:22 (33) — παντα ] και στραφεις προς τους μαθητας ειπε παντα
- Lucas 10:22 (38) — παρεδοθε ] παρα δεδοται
- Lucas 10:32 (47) — ελθων ] omit
- Lucas 10:32 (48) — ιδων ] + αυτον
- Lucas 10:35 (53) — τι ] + δ'
- Lucas 10:36 (57) — πλησιον δοκει σοι ] δοκει σοι πλησιον
- Lucas 10:41 (63) — ειπεν αυτη ο κυριος (or Ιησους) ] ο κυριος ειπεν αυτη
- Lucas 20:1 (2 reading) — εν τω ιερω ] omit
- Lucas 20:1 (4) — αρχιερεις ] ιερεις
- Lucas 20:3 (8) — υμας καγω ] καγω υμας
- Lucas 20:3 (9) — ενα λογον (=TR) ] λογον ενα
- Lucas 20:9 (19) — τις ] omit
- Lucas 20:10 (23) — εξαπεστειλαν ] απεστειλαν
- Lucas 20:12 (24) — και τουτον ] κακεινον
- Lucas 20:14 (26) — διελογιζοντο ] διελογισαντο
- Lucas 20:14 (28) — κληρονομος ] + δευτε
- Lucas 20:19 (33) — υστερον ] + παντων
- Lucas 20:19 (34) — τας χειρας ] την χειρα
- Lucas 20:28 (50) — Μωυσης ] Μωσης
- Lucas 20:34 (61) — γαμισκονται ] εκγαμιζονται (Textus Receptus tem: εκγαμισκονται)
- Lucas 20:35 (62) — γαμιζονται ] εκγαμιζονται (ΤR tem: εκγαμισκονται)
- Lucas 20:36 (64) — εισι(ν) ] omit
- Lucas 20:37 (65) — Μωυσης ] Μωσης
- Lucas 20:41 (70) — λεγουσι(ν) ] + τινες
- Lucas 20:44 (74) — κυριον αυτον ] αυτον κυριον
- Lucas 20:44 (75) — αυτου υιος ] υιος αυτου.[3]

## Leitura recomendada
- Kirsopp Lake, "Family Π and the Codex Alexandrinus. The Text According to Mark", London 1936.
- J. Geerlings, "Family Π in John" (Salt Lake City, 1963)
- Tommy Wasserman, “The Patmos Family of New Testament MSS and Its Allies in the Pericope of the Adulteress and Beyond”, A Journal of Biblical Textual Criticism Vol. 7 (2002)